# 横須賀市立大楠小学校
横須賀市立大楠小学校（よこすかしりつ おおぐすしょうがっこう）とは、神奈川県横須賀市芦名にある、市立小学校。

## 沿革
- 1897年（明治30年）9月1日 - 4校を併合し、尋常中西浦小学校として開校。
- 1941年（昭和16年）4月1日 - 国民学校令により大楠町大楠国民学校に改称。
- 1943年（昭和18年）4月1日 - 大楠町が横須賀市に併合したため、横須賀市大楠国民学校に改称。
- 1947年（昭和22年）4月1日 - 学制改革により現校名に改称。
- 1982年（昭和57年） - 当校から荻野小学校が分離独立。

## 通学区域
通学区域は以下の通りである。
- 佐島
- 佐島の丘
- 芦名
- 秋谷
- 子安
- 湘南国際村

## 進学先中学校
通学区域の全域が大楠中学校に進学する。
湘南国際村1丁目は池上中学校にも通うことができる。

## 交通
- 京浜急行バス
  - 芦名バス停より徒歩2分
  - 浄楽寺バス停より徒歩3分

## 著名な出身者
- 宇内梨沙 - TBSアナウンサー